# Lac Bemidji
Le lac Bemidji est un petit lac d'origine glaciaire d'une superficie de 28 km2 situé dans la région du nord du Minnesota aux États-Unis. Il est alimenté par le cours supérieur du Mississippi qui le traverse après avoir franchi le lac Irving. Le Mississippi n'est alors qu'à 80 km en aval de sa source.

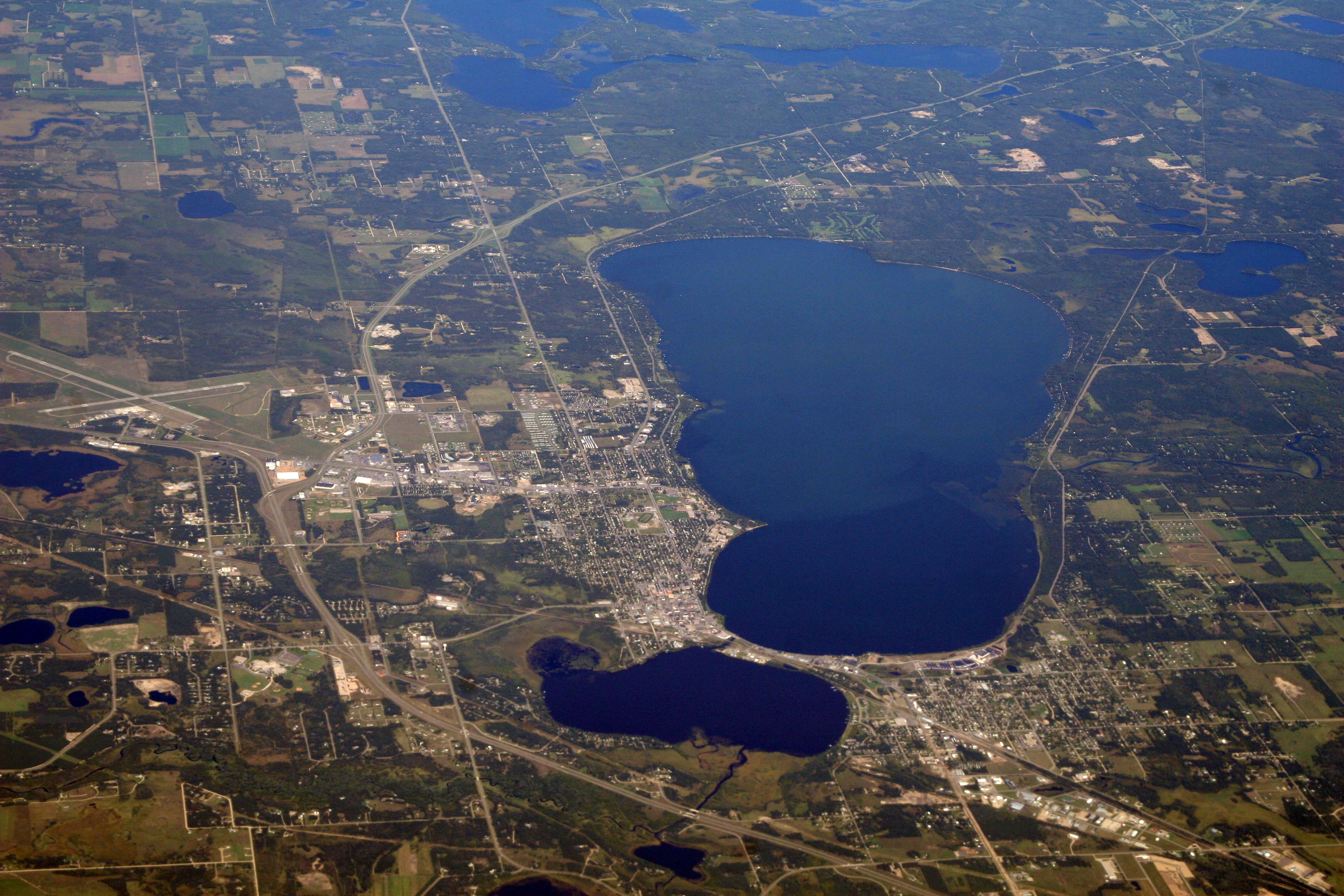
Le lac Bemidji et le lac Irving, au premier plan

Le lac est situé dans le comté de Beltrami ; la ville éponyme de Bemidji se trouve sur sa rive sud-ouest. Selon les légendes populaires, les lacs Bemidji et Irving ont été formés par l'empreinte de pas de Paul Bunyan, personnage du folklore américain. La rive nord du lac constitue le Parc d'État de Lake Bemidji.

## Source
- (en) Cet article est partiellement ou en totalité issu de l’article de Wikipédia en anglais intitulé « Lake Bemidji » (voir la liste des auteurs).